# إكزاغستوس بويوانيس
إكزاغستوس بويوانيس نجل باسيل بويوانس الشهير وكان أيضًا كتبان إيطاليا في الفترة بين 1041-1042. حل محل ميخائيل دوكيانوس بعد هزيمة الأخير المدوية في مونتيمادجوري في 4 مايو. لم يمتلك بويوانس الجبايات والتعزيزات التي كانت لدوكيانوس من قبله. وصل للمنطقة مع بضع وحدات فارنجية. بعد معركة مونتيبيلوسو أسره النورمان.